# Maison des mineurs de Vence
La Maison des mineurs de Vence  est le premier centre de traitement des personnes atteintes de la silicose en Europe, qui a ouvert le 1er septembre 1947, dans le cadre de la nationalisation des mines et du statut du mineur, aménagé dans un ancien sanatorium de luxe, dans l'arrière-pays de la Côte d'Azur. Sa mission principale est la prise en charge, le traitement et la réadaptation des mineurs victimes de silicoses, puis d’autres maladies pulmonaires, allant des cancers du poumon aux bronchites chroniques.

## Histoire

### Origine
L'année 1945 a vu le fléau de la silicose classé « pour la première fois parmi les maladies professionnelles » en France, dans le sillage de la nationalisation des mines, et l'année suivante est élaboré le statut du mineur. Auparavant, dans la plupart des pays européens, des changements techniques et organisationnels avaient fait des exploitations charbonnières des lieux particulièrement délétères pour la santé au travail, en raison de l’emploi de moyens mécaniques via des machines d'abattage minier lourdes (marteaux-piqueurs puis haveuses), sans que soit — dans un premier temps — recherchée la neutralisation des poussières, y compris dans l’évacuation des charbons. L'organisation de l’exploitation s'effectue alors désormais via le système de "longues tailles cycliques", qui exposent tous les ouvriers à un courant continu de poussières, y compris ceux occupés durant le poste de remblayage. Les ravages de la silicose qui suivent font qu'en Belgique l’adoption de la loi de 1927 sur la réparation des maladies professionnelles suscite d'abord l'espoir puis la déception, et la crispation des industriels privés. Sous la pression de ce lobby, une première enquête systématique, réalisée par le service médical du Travail et la direction générale des Mines de Belgique, conclue alors que « le charbon ne possède aucun pouvoir sclérosant et qu’il est incapable, par lui-même, d’engendrer une maladie professionnelle ». Dans les années 1930, comme le regrette en 1932 le directeur honoraire du Service médical du Travail, le Dr Glibert, dans les « pays dits “latins” […] l’étude de la silicose proprement dite est peu avancée, on peut presque dire qu’elle est inexistante ».
La Conférence internationale du Travail de 1934 à Genève a pour ordre du jour l’élargissement de la liste des maladies donnant droit à la réparation, dont la silicose, mais les délégués patronaux français, belges et luxembourgeois s'y sont heurtés au délégué patronal anglais « bien décidé à mettre à la charge des industries belges une maladie que les industriels anglais doivent déjà réparer ». Résultat l’incertitude scientifique est à nouveau réaffirmée, la Belgique accepte de réaliser une nouvelle enquête scientifique mais pas la France.
Face aux résultats de son enquête montrant une silicose bien plus dévastatrice qu'attendu, la Fédéchar, qui fédère les patrons belges du charbon forme en mai 1938 une commission chargée de la prévention technique, qui débouche en 1944 sur la création de l’Institut d’Hygiène des Mines à Hasselt.
En France, la problématique s'aggrave encore pendant les pénuries de personnel de la Bataille du charbon épisode central de la reconstruction de la France après la Seconde Guerre mondiale car destiné à pallier les graves pénuries d'électricité. La question de la silicose est alors au centre de la nationalisation et de la Bataille du charbon (1945-1947) qu'elle accompagne.
Mais même en Belgique, il a fallu attendre 1963 pour qu'une réforme de la loi organique de 1927 fasse que la silicose soit finalement réparée comme maladie professionnelle dans le cadre d’une large , qui porte d’abord sur le financement de cette branche de la sécurité sociale. À cet égard, avec une cotisation de solidarité à la charge de l’ensemble des employeur, qu'il ait été ou non mesuré chez eux un risque professionnel, les pouvoirs publics s’engageant depuis à supporter 50% des coûts liés à la réparation de la silicose.

### Débuts
En 1947, sur proposition des organisations syndicales et du corps médical, la direction des houillères du bassin du Dauphiné, future composante des houillères du bassin du Centre-Midi, dont les principaux bassins sont Montceau-les-Mines, le Dauphiné, le Gard, la Loire et l'Hérault, a décidé la création d'un centre d'étude et de traitement de la silicose, sous la forme de maison-prototype, afin d'en faire le premier établissement en Europe destiné à la réadaptation fonctionnelle des mineurs silicosés.
L'initiative vient du syndicaliste CGT Henri Suppo, membre du conseil national de la Fédération du Sous-sol en 1946 et maire PCF de Susville, puis de 1947 à 1950 administrateur de la caisse autonome des mines, dont il fut le directeur jusqu’en 1950.

### Implantation
Le bourg de Vence fut retenu, pour son altitude moyenne et son climat d'arrière côte d'Azur et le 1er septembre 1947, le premier centre français de traitement des personnes atteintes de la silicose, maladie qui a tué plus d'hommes dans l'histoire de la mine en que toutes les catastrophes minière, est aménagé dans un ancien sanatorium de luxe. Cette "Maison des Mineurs" est ou verte aux silicotiques du groupement "Centre et Midi".
Les deux principaux artisans de la mise en place de centre-témoin sont le docteur Mattéi, spécialiste de la silicose, et le docteur Perret, qui pratiquent via cette maison des expériences, recherches et tests pour la première fois, peuvent être pratiqués sur un grand nombre de malades. Ils élaborent un traitement de trois mois, basé sur la rééducation respiratoire, quatre fois par jour, et l'exercice physique régulier et sur-mesure. Le traitement du spasme bronchique est en même temps effectué via aérosolo-thérapie, qui revient à pulvériser de la poussière médicamenteuse de l'ordre du millième de millimètre, pour pénétrer au fond des alvéoles pulmonaires.

### Développements
La MDM estime avoir soigné en un an et demi plus de trois cents hommes atteints de silicose, dont la plupart ont pu reprendre leur travail. Les résultats obtenus sont jugés suffisamment bons pour que Union des Sécurités sociales des bassins du nord et du Pas-de-Calais décide un investissement sur le même site, consistant à acheter à Vence, un domaine pour y bâtir un second centre de rééducation respiratoire. Au cours de la même année 1950, le professeur Santenoise, directeur de l'Institut national de climatologie, prend la direction d'un laboratoire expérimental installé dans la Maison des Mineurs.
La gestion des maisons des mineurs de Vence a été transférée en 1971 à une association fondée par les Charbonnages de France et la Sécurité sociale minière. Dans les années 1970 se créé un Comité de liaison et d'informations sur la sécurité et l'amélioration des conditions de travail (CLISACT) qui rassemble plusieurs mes médecins intéressés par la question de la silicose. L'enquête « Silicose » menée par les membres du CLISACT de Nancy, l'une des rares sur les questions minières, a été décidée après la catastrophe de Merlebach, qui a causé 16 morts en Lorraine en février 1976, et a procédé à la diffusion d'un questionnaire auprès des mineurs silicosés, en sollicitant les associations de mineurs retraités. Le CLISACT s'est ainsi rapproché des mineurs en soins à Vence pour les aider à constituer leur dossier d’indemnisation.

### Patients
- Dès Noël 1949, le député PCF d'Arras René Camphin, l'ex-colonel Beaudouin des FTP dans la Résistance a été soigné à Vence pendant six mois ^pour une pathologie qui a viré au cancer du poumon.
- Autre figure de la résistance, l'écrivain et poète Madeleine Riffaud, l'ex-lieutenant Rainer des FTP dans la Résistance a été soigné à Vence en 1956 pour une tuberculose avec récidive.
- Les sites ont soigné de nombreux malades venus des Houillères du Nord-Pas-de-Calais[1]. Parmi eux, Louis Lengrand, un mineur du Nord descendu au fond dès l'âge de treize ans et en retraite anticipée parce qu'il était atteint de silicose, à 80 % en plus d'être tuberculeux et bacillaire et qui a fait l'objet dans les années 1970 d'un livre d'entretiens biographique par Maria Craipeau, une journaliste d'origine polonaise engagée dans les rangs de la Résistance puis expatriée à New York comme journaliste jusqu'en 1957, qui participa par la suite à la rédaction du quotidien Franc-Tireur[1]. Ayant découvert à Vence la " vraie vie " Louis Lengrand s'est installé dans le Midi avec sa femme[8].